# 金聖昊
金聖昊（キム・ソンホ）は、韓国農村経済研究院顧問。

## 概要
沸流百済最後の応神が日本に渡り15代天皇になったと主張している
。

## 著書
- 金聖昊『沸流百済と日本の国家起源―日韓地名が明かす古代日韓の実像』成甲書房、1983年。ISBN 4880860409。